# Bob Iger
Robert Allen Iger (nascut el 10 de febrer de 1951) és un executiu nord-americà i ex-president executiu de The Walt Disney Company. Abans de treballar a Disney, Bob va exercir de president d'ABC Television del 1994 al 1995 i de president / director d'operacions de Capital Cities / ABC, Inc. des del 1995 fins a l'adquisició de Disney de la companyia el 1996.
Iger va ser nomenat president i director de funcions de Disney el 2000, i més tard es va convertir en director general el 2005. El 2015, Bob va obtenir una indemnització de 44,9 milions de dòlars. Durant el seu mandat, Disney va ampliar la llista de propietats intel·lectuals de la companyia i la seva presència als mercats internacionals; Bob va supervisar les adquisicions de Pixar el 2006 per 7.400 milions de dòlars, Marvel Entertainment el 2009 per 4.000 milions de dòlars, Lucasfilm el 2012 per 4.06 milions de dòlars i 21st Century Fox el 2019 per 71.300 milions de dòlars, així com l'ampliació dels complexos turístics de la companyia a l'est Àsia, amb la introducció del Hong Kong Disneyland Resort i el Shanghai Disney Resort el 2005 i el 2016, respectivament.
Iger va ser el motor de la revigorització dels Walt Disney Animation Studios i de l'estratègia de llançament de la producció del seu estudi de cinema. Sota Iger, Disney ha experimentat augments d'ingressos en les seves diverses divisions, amb un valor de capitalització borsària de la companyia que ha passat de 48.400 milions a 257.000 milions de dòlars en un període de tretze anys.
El 25 de febrer de 2020, Bob Chapek, president de Disney Parks, Experiences and Products, va ser nomenat el seu successor. Iger continuarà exercint de president executiu i president de la junta directiva de Disney.

## Primers anys de vida
Iger, un jueu laic, va néixer en una família jueva a la ciutat de Nova York. És el fill gran de Mimi i Arthur L. Iger. El seu pare era un veterà de la Marina de la Segona Guerra Mundial que exercia de vicepresident executiu i director general de la Greenvale Marketing Corporation, i també era professor de publicitat i relacions públiques; també tocava la trompeta i patia un trastorn maníaco-depressiu. La seva mare va treballar a la Boardman Junior High School a Oceanside, Nova York. El pare d'Arthur, Joe (és a dir, l'avi patern de Bob) era el germà del dibuixant Jerry Iger.
Va ser criat a Oceanside, on va assistir a la Fulton Avenue School i es va graduar a la Oceanside High School el 1969. Iger va desenvolupar un amor pels llibres des de petit. El 1973 es va graduar magna cum laude a la Roy H. Park School of Communications del Ithaca College amb una llicenciatura en ciències de la televisió i ràdio.

## Carrera
Iger va començar la seva carrera mediàtica el 1972 com a amfitrió de Campus Probe, un programa de televisió de l'Ithaca College. Somiava convertir-se en un presentador de notícies mentre treballava com a home del temps a Ithaca durant cinc mesos, abans de canviar els seus objectius professionals.

### American Broadcasting Company (ABC)
El 1974, Iger es va incorporar a la American Broadcasting Company (ABC). El seu primer treball va ser realitzar treballs menors en televisors per 150 dòlars a la setmana (més de 700 dòlars, ajustats a la inflació).
El 1989 va ser nomenat cap d'ABC Entertainment. Va ser president del ABC Network Television Group del gener del 1993 al 1994, va ser nomenat vicepresident sènior de Capital Cities/ABC el març del 1993 i vicepresident executiu el juliol del 1993. El 1994, Iger va ser nomenat president i director general d'operacions de la matriu corporativa d'ABC, Capital Cities/ABC.

### L'Empresa de Disney del Walt
L'any 1995, Walt Disney Company va comprar Capital Cities / ABC i el va canviar a ABC, Inc., on Iger va romandre president fins al 1999.
El 25 de febrer de 1999, Disney va nomenar a Iger el president de Walt Disney International, la unitat de negoci que supervisa les operacions internacionals de Disney, així com el president del Grup ABC, apartant-lo de l'autoritat del dia a dia a l'ABC. Disney va anomenar el canvi una promoció per a Iger.
Disney va nomenar a Iger el president i director general d'operacions (COO) el 24 de gener de 2000, convertint-lo en el número 2 de l'executiu de Disney sota el president i conseller delegat, Michael Eisner. Disney havia estat sense un president separat des que Eisner va assumir el paper després de la sortida de Michael Ovitz el 1997.
Com a resultat de l'èxit de Roy E. Disney per sacsejar la direcció de l'empresa, Disney va començar a buscar el proper conseller delegat que substituís Eisner. El 13 de març de 2005, Disney va anunciar que Iger succeiria a Michael Eisner com a conseller delegat, i Iger fou posat al capdavant de les operacions quotidianes, tot i que Eisner va mantenir el títol de conseller delegat fins que va dimitir el 30 de setembre de 2005. Una de les primeres decisions importants d'Iger com a conseller delegat va ser reassignar el director estratègic de Disney, Peter Murphy, i dissoldre la divisió de planificació estratègica de la companyia. Abans que Iger fos nomenat conseller delegat, els membres del consell Roy E. Disney i Stanley Gold van iniciar una campanya anomenada "salvar Disney" contra Eisner. El juliol de 2005, Disney i Gold van abandonar la campanya i van acordar treballar amb Iger.
El 24 de gener de 2006, sota el lideratge d'Iger, Disney va anunciar que adquiriria Pixar per 7.400 milions de dòlars en una transacció total. El mateix any, Iger també va tornar a adquirir els drets de la primera estrella de Walt Disney, Oswald the Lucky Rabbit, de NBCUniversal, en llançar el periodista esportiu Al Michaels d'ABC Sports a NBC Sports.

També dins 2006, Roy E. Disney va emetre aquesta declaració pel que fa a Iger:
L'animació sempre ha estat el cor i l'ànima de The Walt Disney Company, i és meravellós veure a Bob Iger i la companyia abraçar aquest patrimoni portant el talent d'animació excepcional de l'equip Pixar. Això solidifica clarament la posició de The Walt Disney Company com a líder dominant en animació cinematogràfica i aplaudim i recolzem la visió de Bob Iger.
L'agost de 2009, Iger va liderar les negociacions que van portar Disney a adquirir Marvel Entertainment i els seus actius associats per 4.000 milions de dòlars. A l'agost de 2014, Disney va recuperar més de 4.000 milions de dòlars a la taquilla a través de les pel·lícules Marvel. El 7 d'octubre de 2011, Disney va anunciar que Iger seria president del consell, després de la retirada de John Pepper del consell el març del 2012. El dimarts 15 de novembre de 2011, Apple, Inc., liderada pel conseller delegat Tim Cook, va nomenar Iger al seu consell d'administració. Iger va ser el responsable de convertir Steve Jobs en el màxim accionista de Disney mitjançant l'adquisició de Pixar.
L'octubre de 2012, Iger va signar un acord amb el productor de cinema George Lucas per comprar Lucasfilm Ltd. per 4.000 milions de dòlars després de mesos de negociacions. Com a resultat, Disney va adquirir els drets de la franquícia multimèdia Star Wars i Indiana Jones. Després del seu llançament el 18 de desembre de 2015, Star Wars: The Force Awakens va recaptar més de 2.000 milions de dòlars a la taquilla. El març de 2016, Iger va anunciar que el Shanghai Disney Resort de 5.500 milions de dòlars obriria les seves portes el 16 de juny de 2016. Al maig de 2016, Iger va escriure en una publicació de Facebook afirmant que Disney havia contractat 11.000 nous empleats en l'última dècada a Disneyland i 18.000 en l'anterior. Iger es va dirigir específicament al senador de Vermont, Bernie Sanders, preguntant-li quant ha contribuït al creixement de l'ocupació.
El contracte d'Iger com a president i conseller delegat de Disney estava previst inicialment per a la seva vigència fins al 30 de juny de 2018; no obstant això, el març de 2017, Disney va anunciar que estenia el termini d'Iger fins al 2 de juliol de 2019 i va dir que serviria de consultor durant els tres anys següents. El desembre de 2017, Disney va ampliar el contracte d'Iger fins al 2021.
Al juliol de 2018, sota el lideratge d'Iger, els accionistes de Disney i 21st Century Fox van aprovar un acord per permetre a Disney comprar accions de Fox. L'acord es va finalitzar el març del 2019.
A l'abril de 2019, es va anunciar que Iger deixaria el seu càrrec de conseller delegat i president de Disney quan el seu contracte expiri el 2021. Iger va renunciar al consell d'administració d'Apple el 10 de setembre de 2019 per tal d'evitar un conflicte d'interessos mentre Disney i Apple es preparaven per llançar els seus serveis de streaming Disney + i Apple TV +.
El setembre de 2019, Iger va publicar unes memòries titulades The Ride of a Lifetime que, en part, se centren en els esforços d'Iger durant anys per obrir el parc Disneyland de Xangai; en general, va viatjar a la Xina 40 vegades durant 18 anys pel projecte.
El 25 de febrer de 2020, Iger va deixar el càrrec de conseller delegat de la companyia i va afirmar: "Amb el llançament amb èxit de les empreses directes al consumidor de Disney i la integració de Twenty-First Century Fox ben començada, crec que aquest és el moment òptim per a la transició a un nou conseller delegat ". No obstant això, a l'abril de 2020, Iger va reprendre les funcions operatives de la companyia com a president executiu per ajudar la companyia a través de la pandèmia COVID-19.

#### Gestió d'al·legacions d'agressions sexuals contra empleats de Disney
El 2019, Vanity Fair va informar que l'actriu Paz de la Huerta va afegir Bob Iger a la seva demanda contra Harvey Weinstein per acusacions de violació, afirmant que ell i l'anterior conseller delegat, Michael Eisner, "van prendre una sèrie de decisions que van permetre una sèrie d'accions de Harvey Weinstein que va perjudicar inacceptablement alguns empleats... " Disney va negar qualsevol coneixement de mala conducta amb víctimes durant la carrera de Weinstein a Miramax del 1993 al 2005.
Variety va informar que Bob Iger sabia d'una festa dels Oscars del 2010 on es va veure al cap de Pixar, John Lasseter, petonejant-se amb un membre junior. Fonts van dir a Variety que el comportament de l'executiu al voltant de les dones joves és conegut a la companyia des dels anys noranta. Variety va citar una font anònima que va dir: "Ho saben des de fa molt de temps". "Personalment sé que Bob era conscient... Tothom era conscient. Simplement no van fer res al respecte". Disney va rebutjar fer comentaris sobre l'article. A l'article s'afirma més a més una cita d'Amid Amidi, editora de Cartoon Brew, que "No es tracta d'un home que actuï de manera inadequada. Aquest és un home permès per una estructura corporativa massiva per actuar de manera inadequada".

## Vida personal
Iger s'ha casat dues vegades. El seu primer matrimoni amb Kathleen Susan Iger va acabar en divorci. Tenen dues filles.
L'any 1995, Iger es va casar amb el periodista Willow Bay en un servei interreligiós jueu i catòlic romà a Bridgehampton, Nova York. Tenen dos fills: Robert Maxwell "Max" Iger (nascut el 1998) i William Iger (nascut el 2002).
Iger ha estat destacat per la seva amabilitat. David Geffen va dir: "Mai no he sentit a una persona dir alguna cosa dolenta sobre ell i mai no l'he vist ser dolent".
Iger va copresidir una recaptació de fons per a la campanya presidencial de Hillary Clinton el 22 d'agost de 2016. Va ser nomenat membre del Fòrum Estratègic i Polític de Trump, el president electe, el 2 de desembre de 2016. Va renunciar al Consell Consultiu del president Trump l'1 de juny de 2017 després que el president Trump retirés els Estats Units de l'Acord de París sobre el clima.
El 2016, Iger va canviar el registre del partit de demòcrata a independent (sense afiliació al partit).

## Reconeixements
El juny de 2012, Steven Spielberg, destacat director i fundador de l'USC Shoah Foundation Institute for Visual History and Education, va lliurar a Iger el Premi Ambaixador per la Humanitat. Iger va ser reconegut pel seu suport a la tasca de l'Institut, la seva filantropia i el seu paper de lideratge en la ciutadania corporativa. Iger va rebre el Premi Milestone del Producers Guild of America (PGA) el 2014. El premi és el màxim reconeixement de la PGA per a una persona o equip que hagi contribuït a l'entreteniment.
Al maig de 2015, Iger va ser nomenadt a la 25a edició del Broadcasting & Cable Hall of Fame. L'octubre de 2015, la Toy Industry Association (TIA) va incorporar Iger al Toy Industry Hall of Fame. Va ser seleccionat per membres de la TIA en reconeixement de les seves contribucions a la indústria i a l'impacte que el seu treball ha tingut en la vida dels nens de tot el món.
El desembre de 2019, Iger va ser nomenat per la revista Time com el seu empresari de l'any. El 2020 fou ingressat al Hall of Fame de la Televisió.